# Jay Ziskrout
Jay Ziskrout (8 settembre 1962) è un batterista statunitense.

## Biografia
È stato il primo batterista dei Bad Religion, fondati assieme al compagno di scuola Brett Gurewitz, con i quali ha suonato in Bad Religion EP e sette tracce in How Could Hell Be Any Worse?.
Decise di lasciare la band a metà del disco a causa di contrasti riguardo alla foto della band.
Dopo avere lasciato la band, si trasferì da Los Angeles a New York, dove lavorò insieme a Clive Davis alla Arista Records. In seguito tornò alle sue origini punk entrando nella Epitaph Records Europe.
Dopo questa esperienza tornò a New York per occuparsi di Musica latina.
Dal 2001 al 2004 fu Chief operating officer della CMJ.
Attualmente è amministratore delegato della Socinvista, una società di musica, marketing e consulenza tecnologica con sede in Vermont.